# Two Lost Worlds
Two Lost Worlds (1950) este un film de aventuri științifico-fantastic regizat de Norman Dawn și Norman Kennedy. Scenariul a fost realizat de Phyllis Parker. În film interpretează actorii James Arness (primul său rol) și Laura Elliott. Filmul a fost distribuit de Eagle-Lion Classics Inc..

## Povestea
Este anul 1830. Nava americană, Regina, este atacată de pirați în Hebride (azi Vanuatu). Sublocotenentul navei Kirk Hamilton (James Arness) este rănit și se îndreaptă spre colonia Queensland din Australia pentru tratament medical. În timp ce se află în spital, el se întâlnește și se îndrăgostește de Elaine Jeffries (Kasey Rogers), logodnica lui Martin Shannon (Bill Kennedy), un fermier. Apare o rivalitate romantică și pirații, care au atacat nava lui Kirk, îl răpesc împreună cu prietena lui, Nancy Holden (Jane Harlan). Kirk și Shannon urmărească pirații și vântul îi duce pe o insulă vulcanică, populată de dinozauri.

## Distribuție
- Eddie Borden - Colonist capturat
- James Arness ca Kirk Hamilton
- Bill Kennedy ca Martin Shannon
- Pierre Watkin ca Magistrate Jeffries
- Dan Riss ca Narator
- Tom Hubbard ca John Hartley

## Producția
Nu există efecte speciale originale cu dinozauri în film. Dinozaurii apar începând cu min. 58 în film în scena finală (filmul are 61 min.). Secvențele video au fost luate din filmul One Million B.C. (1940).